# Air Greenland
Air Greenland (precedentemente nota come Grønlandsfly A.S o Greenlandair Inc.), è la compagnia aerea di bandiera della Groenlandia. Di proprietà del governo groenlandese, ha sede a Nuuk e hub principale presso l'Aeroporto di Internazionale di Nuuk. La compagnia possiede una flotta di 27 aeromobili, tra i quali un aereo di linea utilizzato per i voli transatlantici e charter, 8 aerei di linea regionali utilizzati prevalentemente per le rotte domestiche e 18 elicotteri utilizzati per trasportare passeggeri negli insediamenti domestici più impervi.
Oltre a operare i regolari voli programmati, la compagnia serve diverse stazioni di ricerca situate in località remote, opera voli charter turistici e per conto delle industrie minerariegroenlandesi, fornendo anche servizi di MedEvac durante le emergenze. La società possiede inoltre diverse sussidiarie, tra le quali un'altra compagnia aerea (Norlandair), alberghi, tour operator, un'agenzia di viaggio specializzata nel turismo in Groenlandia e una compagnia di navigazione che opera un servizio di trasporto marittimo sovvenzionato dal governo.

## Storia
La fondazione e i primi anni
La compagnia venne fondata il 7 novembre 1960 come Grønlandsfly grazie a un accordo tra Scandinavian Airlines e "Kryolitselskabet Øresund", una compagnia mineraria danese proprietaria di una miniera di criolite a Ivittuut, con l'obiettivo di fornire servizi di trasporto aereo alle basi militari statunitensi in Groenlandia. Nel 1962 il Consiglio provinciale (che è diventato in seguito il governo groenlandese) acquisì una quota di minoranza della società.
I primi voli erano effettuati con vecchi velivoli noleggiati da varie società canadesi, in particolare aeromobili De Havilland Canada DHC-3 Otter ed elicotteri Sikorsky S-55. Nel 1961, a seguito di un incidente, la compagnia acquistò dei De Havilland Canada DHC-6 Twin Otter e soprattutto gli aerei anfibi PBY Catalina. Questi ultimi, in particolare, erano utilizzati perché in grado di atterrare sia sulla superficie dell'acqua che sulle piste di Narsarsuaq e Kangerlussuaq, costruite dall'esercito statunitense durante la Seconda guerra mondiale. Quando un atterraggio doveva aver luogo nei pressi di una città, la pista doveva prima essere preparata rimuovendo eventuali iceberg e banchi di ghiaccio. Ogni città aveva un aeroporto con un codice specifico che era stato dipinto sui tetti delle case.
Nel 1965 la società acquisì il suo primo aereo di grandi dimensioni, un Douglas DC-4. Successivamente, complice la costruzione di eliporti nella maggior parte delle città groenlandesi, sono stati acquistati degli elicotteri Sikorsky S-61, che potevano trasportare fino a 20 passeggeri. A quel tempo, la lunghezza della rete di rotte in Groenlandia era di circa 3.000 km, diventando così il network di elicotteri più grande al mondo. Annualmente venivano trasportati 15.000 passeggeri, un numero salito a 50.000 in un periodo di 10 anni.
Durante gli anni '70 la società sostituì il suo Douglas DC-4 con un più moderno Douglas DC-6, ma i principali investimenti furono rivolti all'ampliamento della flotta di elicotteri, con l'acquisto di cinque ulteriori Sikorsky S-61. Nel 1972, inoltre, la compagnia iniziò a servire anche le città situate in Groenlandia orientale avviando un servizio gionaliero permanente verso la città di Tasiilaq. Per servire le miniere di Maamorilik e il fiordo di Uummannaq, furono inoltre acquistati degli elicotteri Bell 206. Nello stesso periodo Grønlandsfly stipulò anche un contratto con il governo danese per effettuare delle missioni di ricognizione sul mare ghiacciato nei pressi delle coste groenlandesi.
Nel 1979 venivano trasportati annualmente 60.000 passeggeri, un numero superiore alla popolazione della Groenlandia. Nello stesso anno viene inaugurato il primo volo internazionale, da Nuuk a Iqaluit, in Canada. Questa rotta, operata in collaborazione con la First Air, non si rivelerà mai profittevole a causa dello scarso numero di passeggeri e verrà definitivamente soppressa dopo 13 anni. Come conseguenza del rapido sviluppo economico della Groenlandia in questi anni, inoltre, la domanda di trasporto passeggeri e merci è aumentata rapidamente e sono stati costruiti aeroporti nelle città di Nuuk (1979) e Ilulissat (1983).
Nuovi aerei e nuove rotte
Per far fronte al rapido aumento della domanda, la compagnia acquistò diversi De Havilland Canada DHC-7, aerei in grado di trasportare fino a 50 passeggeri e particolarmente adatti per le estreme condizioni climatiche groenlandesi. Il 29 settembre 1979 fu consegnato il primo esemplare, al quale ne seguirono diversi altri negli anni successivi. Questi aerei rimasero in servizio per diversi decenni e operarono in maniera quasi esclusiva i collegamenti tra le città groenlandesi.

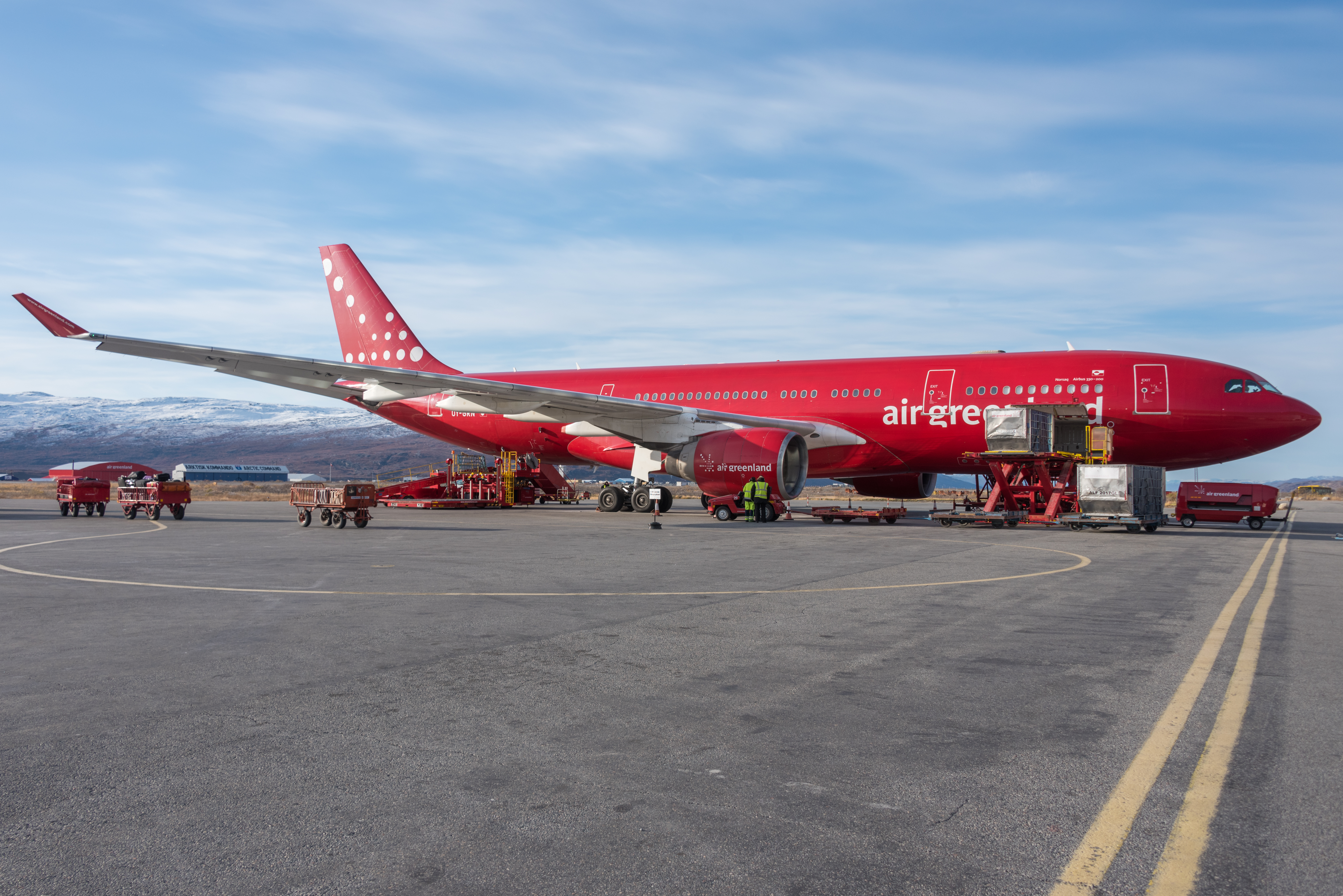
L'ex Airbus A330-200 di Air Greenland, aereo ormai ritirato dal servizio.

Nel 1981 la Grønlandsfly inaugurò il primo volo verso l'Islanda, collegando l'aeroporto di Reykjavík all'aeroporto di Kangerlussuaq, il principale hub della compagnia. Nel 1986 l'apertura di una nuova rotta verso l'aeroporto di Keflavík permise alla compagnia di rompere il monopolio fino ad allora detenuto da Scandinavian Airlines sui voli tra la Groenlandia e la Danimarca, grazie anche a un collegamento tra Keflavík e Copenaghen effettuato da Icelandair. Nel 1989 la compagnia impiegava più di 400 dipendenti e trasportava più di 100.000 passeggeri all'anno. 
Le chiusure delle miniere di Ivittuut (nel 1987) e Maamorilik (nel 1990) con conseguente crisi economica groenlandese, misero temporaneamente in dissesto la compagnia. Tuttavia, la costruzione di vari aeroporti con piste d'atterraggio corte nella maggior parte delle città lungo la costa occidentale della Groenlandia (in particolare nelle città di Sisimiut, Maniitsoq, Aasiaat, Qaarsut e Upernavik) contribuironò a migliorare la situazione. L'acquisto del quinto De Havilland Canada Dash 7, inoltre, permise alla compagnia di essere in grado di servire tutte le principali città della Groenlandia per la prima volta nella sua storia.
Il primo aereo di linea e il cambio nome
Nel maggio 1998 Grønlandsfly acquistò il suo primo aereo di linea, un Boeing 757-200 precedentemente appartenuto ad "Airtours International Airways". L'aereo, soprannominato Kunuunnguaq in onore dell'esploratore Knud Rasmussen, ha permesso alla società di operare direttamente la rotta tra Kangerlussuaq e Copenaghen senza più bisogno di scali in Islanda. Questo fece aumentare esponenzialmente il numero di passeggeri trasportati dalla compagnia, che nel 1999 erano 282.000, quasi il triplo rispetto a 10 anni prima.

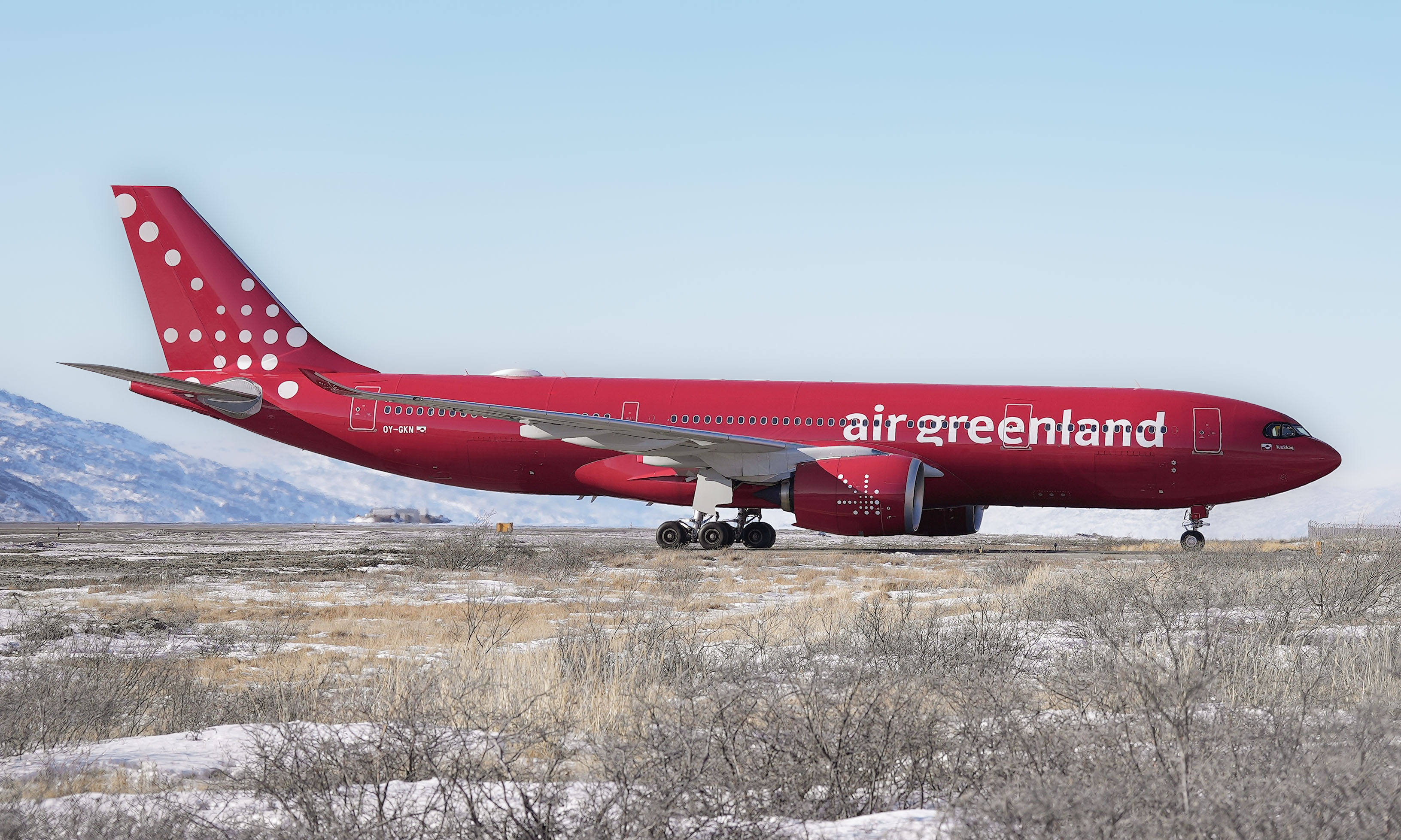
L'unico Airbus A330-800neo di Air Greenland, registrato come OY-GKN.

Agli inizi del nuovo millennio la compagnia iniziò a rinnovare la sua flotta di elicotteri, sostituendo i Sikorsky S-61 più vecchi e i Bell 206 con dei Bell 212 e degli Eurocopter AS350. Nello stesso periodo Grønlandsfly licenziò l'allora amministratore delegato, Peter Fich, che non era riuscito a compensare la sempre maggiore domanda del governo groenlandese per il trasporto di cittadini locali con quella del consiglio d'amministrazione di espansione del trasporto turistico, tariffe più basse e profitti maggiori. Il suo sostituto, Finn Øelund, ottenne inizialmente una perdita di 30 milioni di corone danesi a causa di diversi fattori, tra i quali le obbligazioni contrattuali che rendevano il servizio poco profittevole, uno sciopero che ha rovinato la stagione turistica e la perdita del contratto con il servizio postale groenlandese, che alla fine scelse "Air Alpha Greenland". Negli anni successivi, tuttavia, la compagnia riuscì a respingere le richieste del governo groenlandese e il 18 aprile 2002 venne ufficialmente rinominata Air Greenland per assumere un profilo più internazionale. 
Nel 2003 Øelund rassegnò le dimissioni per assumere la guida di Maersk Air Cargo e fu sostituito da Flemming Knudson. Nello stesso anno la compagnia aprì una rotta Akureyri, in Islanda, che si rivelò tuttavia poco profittevole e venne 6 anni dopo. Sempre nel 2003, Scandinavian Airlines chiuse i collegamenti verso la Groenlandia, lasciando Air Greenland come unico operatore su queste rotte. Per far fronte all'aumento della domanda dovuto al ritiro dell'ex concorrente, la compagnia acquistò il suo secondo aereo di linea, un Airbus A330-200 precedentemente appartenuto a Sabena. Nel febbraio 2004, grazie al ritiro di Scandinavian Airlines, Air Greenland stipulò inoltre un contratto per servire la base aerea di Pituffik, che verrà poi rinnovato nel 2008.
Il 28 luglio 2006 la società acquistò per la prima volta un'altra compagnia aerea, la "Air Alpha Greenland". Quest'ultima, che operava voli elicotteristici in Groenlandia orientale, fu assorbita da Air Greenland e i suoi Bell 222 furono utilizzati soprattutto per potenziare i voli passeggeri verso questa zona, in particolare tra l'aeroporto Nerlerit Inaat e l'eliporto di Ittoqqortoormiit.
Nel 2007 Knudson venne trasferito alla Royal Greenland, azienda di pesca anch'essa di proprietà del governo groenlandese, e fu sostituito da Michael Binzer, assunto con l'obiettivo di incrementare la presenza commerciale e raggiungere l'indipendenza economica. Il 13 giugno dello stesso anno Scandinavian Airlines, nell'ambito del suo piano di ristrutturazione, annunciò l'intenzione di vendere la sua quota ad Air Greenland, senza però trovare un acquirente. Sempre nel 2007 venne aperta la rotta verso l'aeroporto di Baltimora-Washington, che venne tuttavia chiusa dopo poco più di un anno a causa del crollo delle vendite di biglietti a seguito di alcuni scioperi. Nel 2009 la compagnia trasportò circa 399.000 passeggeri.
Negli anni 2010, la compagnia iniziò una lunga serie di tagli delle attività meno profittevoli. Il 1º gennaio 2010 venne sospesa la partecipazione al programma frequent flyer di Scandinavian Airlines per problemi tecnici. Nel 2011 fu cancellata la rotta tra Narsarsuaq e Copenaghen. A causa di questi tagli Air Greenland vendette inoltre il suo 757-200, mantenendo l'A330-200 come unico aereo per i collegamenti transatlantici. Nel 2010 è inoltre iniziata la sostituzione dei DHC-7 con dei più moderni DHC-8.
Nel frattempo, per contrastare la crescente concorrenza di Air Iceland, che aveva aperto diversi collegamenti tra Reykjavík e altri aeroporti groenlandesi, arrivando a controllare il 15% dei voli da e per la Groenlandia, Air Greenland inaugurò una rotta tra Nuuk e l'aeroporto di Keflavík, in Islanda. Nel novembre 2010, inoltre, in seguito alla riapertura della miniera di Maarmorilik, la compagnia riprese a servirla, utilizzando, come quasi 50 anni prima, dei Bell 212 che collegavano la miniera con la città di Uummannaq.
Nel 2011 Air Greenland vendette il suo ultimo DHC-6 Twin Otter al Norlandair in cambio di una partecipazione del 25% nella società islandese. Nel 2012 fu riaperta la rotta per Iqaluit, diventata nel frattempo capitale del Nunavut, che però venne nuovamente cancellata nel 2015 a causa dello scarso numero di passeggeri. Nel 2018 la compagnia trasportò più di 500.000 passeggeri. Nel luglio 2015 la società entò a far parte della European Regions Airline Association. Il 19 maggio 2019 il governo groenlandese acquisì il 37,5% delle azioni di Air Greenland da Scandinavian Airlines e il 25% delle azioni dal governo danese per un totale di 462 milioni di corone danesi, diventando l'unico azionista della compagnia.
A partire dal 2020 l'azienda ha iniziato un importante processo di rinnovamento della sua flotta. Nel dicembre 2022 ha acquistato un Airbus A330-800neo, diventando il terzo operatore di linea ad utilizzare questo specifico modello. L'aeromobile ha sostituito il precedente Airbus A330-200, che ha terminato il suo servizio dopo quasi 25 anni. L'anno precedente il Beechcraft Super King Air utilizzato come aeroambulanza era stato sostituito da un modello più recente. Nello stesso periodo è iniziato il completo rinnovamento degli elicotteri. Rispetto agli anni passati è stato scelto un unico fornitore per tutta la flotta, identificato in Airbus Helicopters. Nel 2020 gli ultimi due Sikorsky S-61N rimasti in flotta, utilizzati esclusivamente per operazioni di ricerca e soccorso, sono stati sostituiti da due Eurocopter EC225 Superpuma, terminando il loro servizio dopo ben 55 anni. Tra il 2021 e il 2022 sono entrati in servizio degli Airbus Helicopters AS365 in sostituzione dei Bell 212, venduti a loro volta in Canada. Nel 2024, infine, è iniziata la sostituzione degli Aérospatiale AS350 con degli Airbus Helicopters H125 aventi caratteristiche simili.

## Struttura societaria
A partire dal 2019, la società è interamente di proprietà del governo groenlandese, che la gestisce tramite il ministero dell'edilizia, delle infrastrutture e dei trasporti, che a sua volta si occupa di sovrintendere lo sviluppo dei trasporti in Groenlandia e che controlla anche la "Mittarfeqarfiit", l'autorità aeroportuale groenlandese. Il consiglio di amministrazione è composto da nove membri, tre dei quali rappresentano i dipendenti della società. Attualmente Air Greenland è guidata dal presidente Kjeld Zacho Jørgensen (assunto nel 2018), dalla vice presidente Bodil Marie Damgaard (assunta nel 2016) e dall'amministratore delegato Jakob Nitter Sørensen (assunto nel 2017). La società ha sede a Nuuk e al 2025 conta 653 dipendenti.
La compagnia dispone inoltre di una divisione charter, che impiega 8 dipendenti avendo a disposizione 13 elicotteri e 3 aerei. La funzione principale della divisione è quella di sfruttare la capacità in eccesso di aerei, che vengono utilizzati soprattutto per voli turistici in Europa. Gli elicotteri sono invece utilizzati per incarichi speciali, come per esempio progetti di costruzione, spedizioni scientifiche, attività di ricerca mineraria, attività in mare aperto, operazioni di ricerca e soccorso e altri giri turistici. Air Greenland, inoltre, ha spesso prestato i suoi aeromobili e le sue apparecchiature per effettuare lavori all'estero, come per esempio in Antartide, Nepal e Africa. Durante la stagione estiva, quando la domanda raggiunge il suo picco, vengono assunti piloti freelance svedesi e norvegesi.
La compagnia controlla inoltre sette sussidiarie che operano in diversi ambiti. Tra queste la principale è "Norlandair", una piccola compagnia aerea islandese che opera voli a corto raggio tra l'Islanda settentrionale e la Groenlandia orientale ed è partecipata al 25% da Air Greenland. La società controlla inoltre una serie di piccole attività legate al settore turistico, tra le quali la Hotel Arctic, un'agenzia di viaggio con sede a Ilulissat, la "Greenland Travel", un tour operator con sede a Copenaghen e la "World of Greenland", un tour operator con sede a Ilulissat partecipato al 50% a testa dalle due precedenti società. Air Greenland controlla inoltre la "Arctic Umiaq Line", una compagnia di navigazione che opera un servizio di trasporto marittimo lungo la costa occidentale della Groenlandia. Questo servizio, che viene effettuato in perdita, è operato grazie ai sussidi del governo groenlandese.

## Destinazioni

La rete delle destinazioni di Air Greenland.

La rete aeroportuale di Air Greenland comprende 13 aeroporti civili sparsi per tutta la Groenlandia. Fuori dall'isola, la compagnia opera voli transatlantici verso l'aeroporto di Copenaghen, in Danimarca, e l'aeroporto di Keflavík, in Islanda. In Groenlandia sono presenti due aeroporti internazionali, situati a Nuuk e Narsarsuaq, in grado di servire aerei di grandi dimensioni e sono stati entrambi costruiti dall'esercito statunitense durante la seconda guerra mondiale. La società ha inoltre accordi di codeshare con Scandinavian Airlines, Icelandair e DAT.
L'unico Airbus A330-800 nella flotta di Air Greenland è il principale velivolo della compagnia ed è utilizzato per operare la rotta transatlantica tra Nuuk e Copenaghen. La tratta viene effettuata due volte a settimana, che diventano quattro in determinati periodi dell'anno. L'aereo viene inoltre utilizzato occasionalmente per operare voli charter in tutta Europa. I voli tra gli aeroporti domestici, la maggior parte dei quali sono dotati di piste d'atterraggio di breve lunghezza, sono invece operati dai De Havilland Canada DHC-8, che hanno gradualmente sostituito i DHC-7 e sono oggi gli aerei più utilizzati dalla compagnia. Questi aerei sono utilizzati anche per operare i voli transatlantici con l'Islanda. La compagnia possiede inoltre un Beechcraft Super King Air convertito ad aeroambulanza, che viene utilizzato per le operazioni di ricerca e soccorso o per il trasporto di pazienti negli ospedali più attrezzati degli insediamenti più grandi o addirittura in Danimarca.
Per servire gli insediamenti più remoti che non sono dotati di piste di atterraggio, la compagnia utilizza una flotta di elicotteri, i cui hub sono situati nell'aeroporto di Upernavik e nell'eliporto Uummannaq in Groenlandia nord-occidentale, negli aeroporti di Ilulissat e Aasiaat in Groenlandia occidentale, negli eliporti di Qaqortoq e Nanortalik in Groenlandia meridionale e nell'eliporto di Tasiilaq in Groenlandia orientale. La rete di destinazioni interne è composta da 45 eliporti, 8 dei quali sono dotati di piazzole asfaltate, edifici terminal e personale permanente, mentre gli eliporti rimanenti sono solo delle elifermate con aree di atterraggio in erba o ghiaia. Il servizio di elicotteri, di per sé infruttuoso a causa degli alti costi di gestione, è sovvenzionato da un contratto esclusivo firmato con il governo groenlandese. Gli orari di partenza e arrivo sono approssimativi e alcuni insediamenti sono serviti solo in inverno e primavera, mentre in estate e autunno sono serviti solo da traghetti. La sempre maggiore presenza di piste d'atterraggio sta gradualmente riducendo la presenza di elicotteri nella flotta di Air Greenland, dal momento che il loro utilizzo è notevolmente più costoso e meno profittevole rispetto a quello degli aerei. Un tempo la compagnia faceva abbondante uso dei Sikorsky S-61N, che sono stati gradualmente sostituiti dai più piccoli e moderni Eurocopter AS350 e Bell 212. Gli ultimi due esemplari di S-61N, rimasti in flotta per essere utilizzati come eliambulanze, sono stati dismessi nel 2021 e sostituiti da due Airbus Helicopters H225.

## Flotta
Flotta attuale

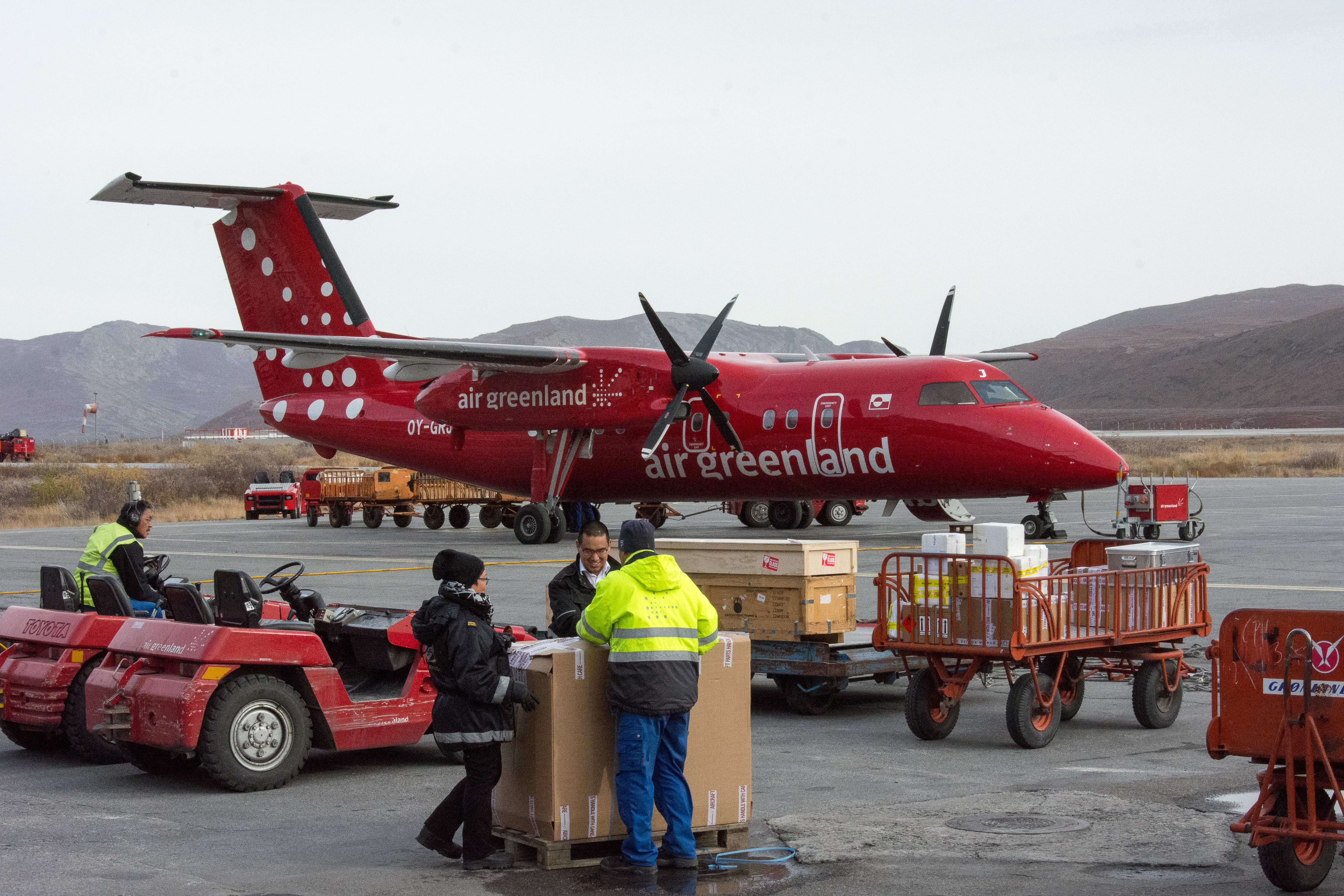
Un De Havilland Canada Dash 8 di Air Greenland.

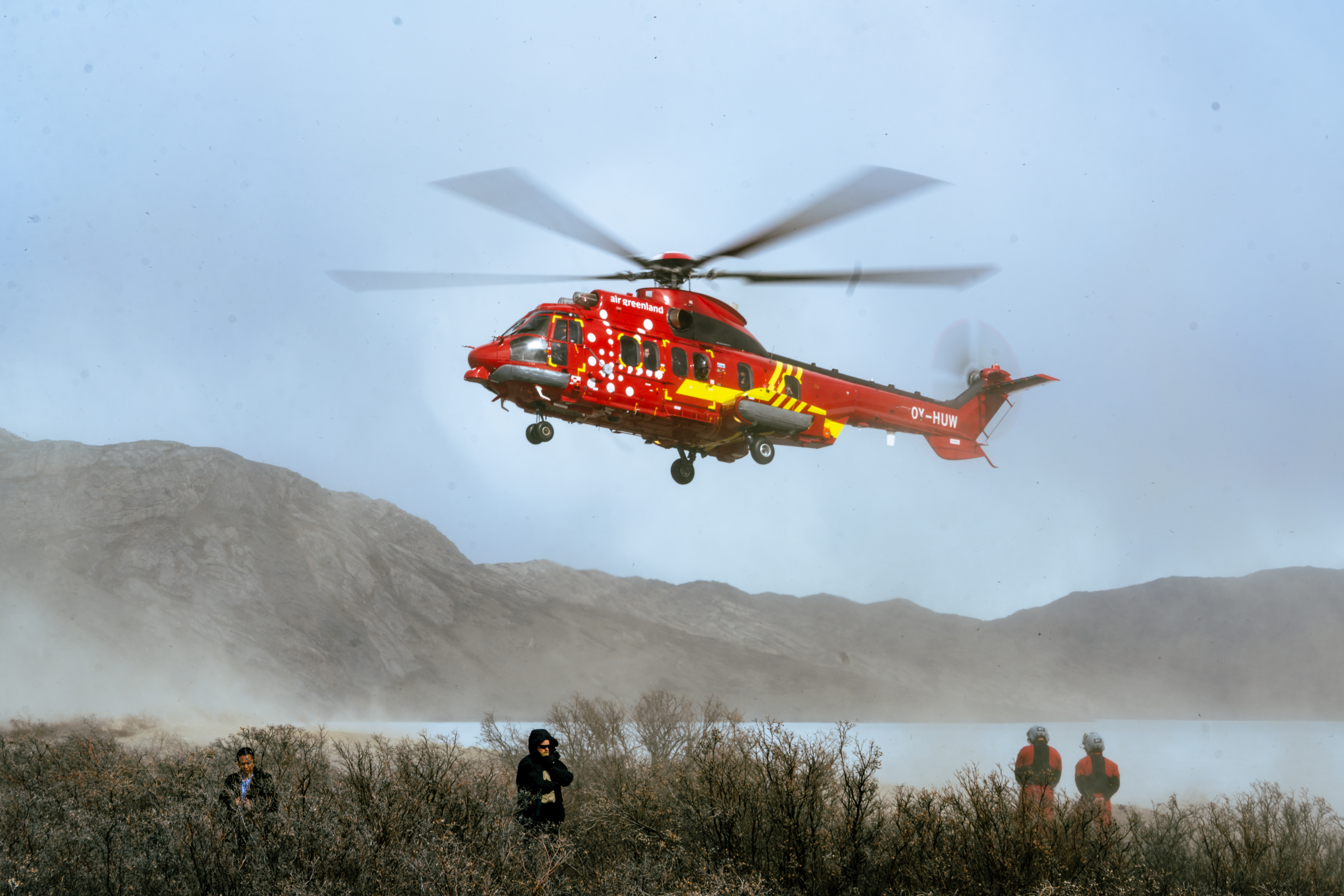
Un Eurocopter EC225 Superpuma di Air Greenland.

A luglio 2025, la flotta di Air Greenland è composta dai seguenti velivoli:
Flotta storica

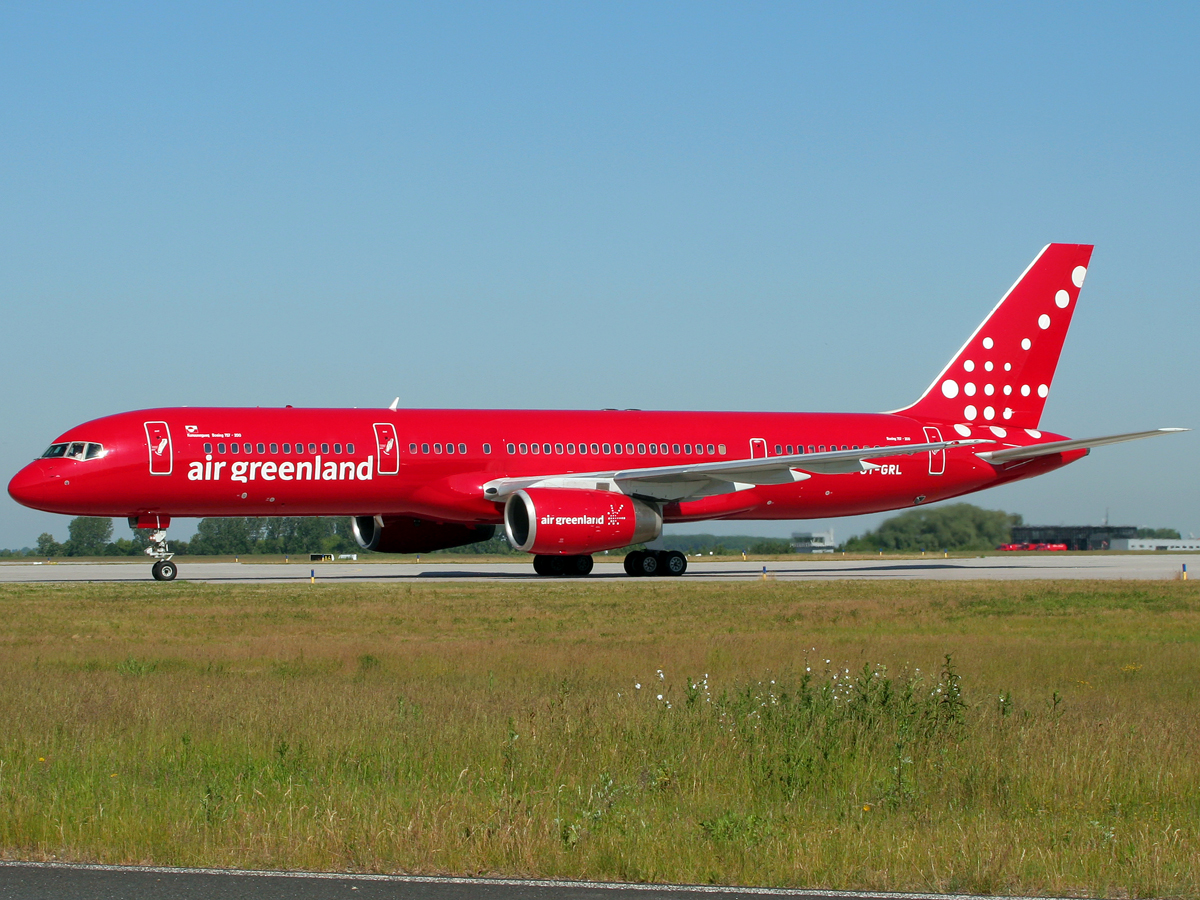
L'ex Boeing 757-200 di Air Greenland.

Nel corso degli anni, Air Greenland ha operato con i seguenti aeromobili:
Elicotteri
A luglio 2025, la flotta elicotteristica di Air Greenland è così composta:

## Incidenti
- Il 29 agosto 1961 un de Havilland Canada DHC-3 Otter registrato CF-MEX precipitò a 20 km di distanza da Kangerlussuaq. L'aereo stava operando un volo non programmato proveniente da Kangerlussuaq e diretto ad Aasiaat quando una perdita di carburante causò un incendio a bordo. Uno dei piloti perse la vita, mentre l'altro pilota e i quattro passeggeri sopravvissero.[6]
- Il 12 maggio 1962 un Consolidated PBY-5A Catalina registrato CF-IHA si è schiantato in fase di atterraggio all'aeroporto di Nuuk. L'incidente è stato causato da un malfunzionamento meccanico alla ruota anteriore, che non si è ritratta durante l'atterraggio sull'acqua, facendo affondare l'aereo. 15 delle 21 persone a bordo hanno perso la vita.
- Il 25 ottobre 1971 un Sikorsky S-61N, registrato OY-HAI, precipitò a 40 km a sud di Nuuk, causando la morte di tutte le 15 persone a bordo. Il velivolo era proveniente da Paamiut ed era diretto a Nuuk. Solo due anni prima lo stesso elicottero era già stato costretto ad effettuare un atterraggio di emergenza nel fiordo di Kangerlussuaq dopo che entrambi i motori avevano preso fuoco a causa dell'accumulo di ghiaccio nel sistema di aspirazione.
- Il 7 giugno 2008 un Eurocopter AS350 si schiantò sulla pista dell'aeroporto di Nuuk. Non ci furono feriti, ma l'elicottero fu successivamente demolito.
- Il 29 gennaio 2014 il volo Air Greenland 3205, operato da un De Havilland Canada DHC-8 registrato OY-GRI, finì fuori pista all'aeroporto di Ilulissat. Il volo era proveniente dall'aeroporto di Kangerlussuaq. Quattro passeggeri riportarono lievi ferite e furono trasportati in ospedale. L'aereo uscì dalla parte sinistra della pista per poi precipitare per 10-15 metri e fermarsi su un terreno roccioso a poca distanza dalla pista. Al momento dell'incidente c'era un forte vento che soffiava a circa 35 nodi. L'aereo fu successivamente demolito.